# Zaschendorf (Dresden)

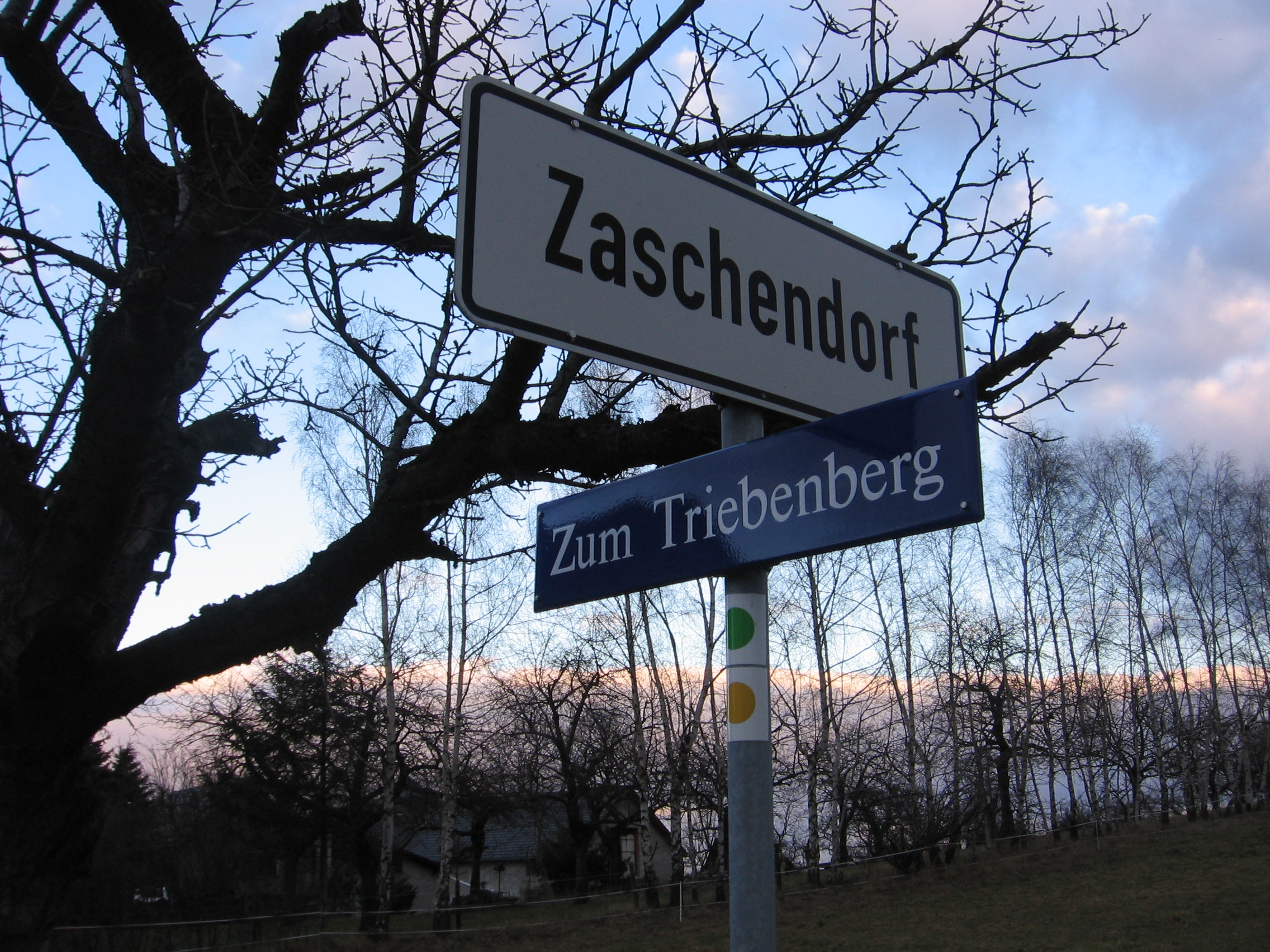
Eingang aus Richtung Borsberg

Zaschendorf ist ein Teil der zur sächsischen Landeshauptstadt Dresden gehörenden Ortschaft Schönfeld-Weißig. Es liegt im Schönfelder Hochland zwischen dem Borsberg und dem Triebenberg und wird zum statistischen Stadtteil Schönfeld/Schullwitz gezählt.
1367 wurde ein Zaschlensdorff, 1387 ein Zcazlauwendorf erwähnt. 1965 wurde Zaschendorf Ortsteil von Schönfeld und seit 1994 zählt es zu Schönfeld-Weißig.